# Hermann Ravensberger

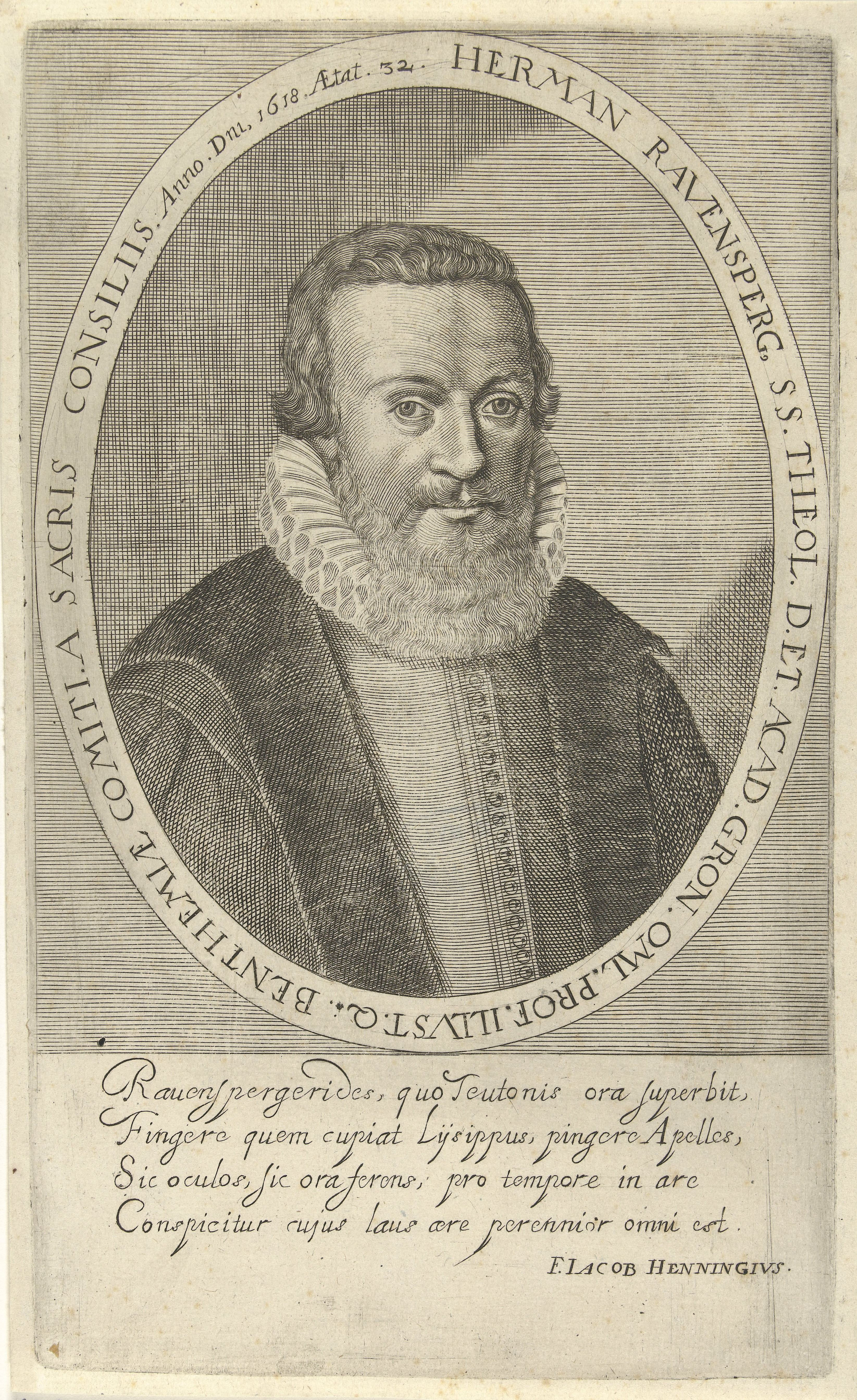

Hermann Ravensberger, zeitgenössisch auch Ravensperger (* 30. September 1586 in Siegen; † 20. Dezember 1625 in Groningen) war ein deutscher reformierter Theologe. Er war Professor an der niederländischen Universität Groningen und Rektor dieser Universität.

## Leben
Hermann Ravensberger studierte ab 1603 zunächst Rechtswissenschaft und ab 1604 reformierte Theologie an der Hohen Schule Herborn. Während des Studiums befreundete er sich 1603 mit Jacob Schickhart, lernte dessen Schwester Magdalena kennen und heiratete sie am 22. Oktober 1610. 1609 verteidigte er seine Doktorarbeit mit der Disputation Controversiae de impulsiva praedestinationis causa und wurde 1610 zum Doktor der Theologie promoviert. Nach dem Studium wurde er Professor des Pädagogiums in Herborn. 1611 wurde er als Nachfolger von Conrad Vorstius zum Professor der Theologie an das Arnoldinum nach Steinfurt berufen. Er galt als ausgesprochen orthodox und als scharfer Gegner der Sozianer.
1614 wurde Ravensberger als Theologieprofessor an die neugegründete Universität Groningen berufen, wohin er mit seiner Frau und seinem Schwager Jacob Schickhardt ging. Später wurde er dort auch zum Rektor gewählt. Ravensberger war maßgeblich an dem akademischen Aufbau der Groninger Universität und bei der Festlegung des Studienprogramms beteiligt.
Hermann Ravensberger starb kurz nach seiner Frau in jungem Alter von 39 Jahren. Er hinterließ fünf kleine Kinder. Im Januar 1626 kam sein Schwager Martin Schickhard nach Groningen, um dessen Angelegenheiten zu regeln.
Im Jahr 1663 setzte die römisch-katholische Glaubenskongregation Ravensbergers Werk Via veritatis er pacis ... auf den Index.

## Kinder
- Jacob Ravensberger (* 1615), Professor für Mathematik und Physik in Utrecht
- Adolf Ravensberger (* frühestens 1616; † 1654); Doktor
- Anna Amalie Ravensberger, ⚭ Hendrik Ketel, Schulte von Anloo (heute ein Ortsteil von Aa en Hunze)

## Schriften
- 1608 EXAMEN CONTROVERSIAE De impulsiva praedestinationis causa
- 1611 Gemma Theologica : Hoc Est, Brevis Et Facilis Locorum SStae Theologiae Communium Institutio ... / atque In Collegio Theologico XL. Disputationibus elenctice exposita, Herborn
- 1612 Florilegium Theologicum, Hoc est, Disputationes Sacrae, Ad Peculiarem Titulorum SS. Theologiae Communium Ordinem Dispositae, Et In Inclyta Illustrium ac Generosissimorum Comitum Nassoviorum, &c. Schola Herbornensi, habitae, Offenbach, Hummius
- 1614 Via veritatis et pacis, quibus modis ecclesia ad veram SS. scripturarum intelligentiam et firmam concordiam pertingere possit, Hanau
- 1615 Artificium mosaicum, quo descriptam exstat opificium totius mundi sex dierum spatio absolutum, Groningen
- 1615 Wegweiser / Daß ist Schlechte und Rechte Erklärung aller notwendigen Lehrpuncte christlicher Religion
- 1621  Tractatus de causa Dei